# Grande Prêmio da Áustria de 2001
Resultados do Grande Prêmio da Áustria de Fórmula 1 (oficialmente XXV Großer A1 Preis von Österreich) realizado em A1-Ring em 13 de maio de 2001. Sexta etapa da temporada, foi vencido pelo britânico David Coulthard, da McLaren-Mercedes, que subiu ao pódio ladeado por Michael Schumacher e Rubens Barrichelo, pilotos da Ferrari.

## Corrida
| Pos.   | Nº | Piloto                | Construtor       | Voltas | Tempo/Diferença | Grid | Pontos     |
| ------ | -- | --------------------- | ---------------- | ------ | --------------- | ---- | ---------- |
| 1      | 4  | David Coulthard       | McLaren-Mercedes | 71     | 1:27:45.927     | 7    | 10         |
| 2      | 1  | Michael Schumacher    | Ferrari          | 71     | + 2.190         | 1    | 6          |
| 3      | 2  | Rubens Barrichello    | Ferrari          | 71     | + 2.527         | 4    | 4          |
| 4      | 17 | Kimi Räikkönen        | Sauber-Petronas  | 71     | + 41.593        | 9    | 3          |
| 5      | 9  | Olivier Panis         | BAR-Honda        | 71     | + 53.775        | 10   | 2          |
| 6      | 14 | Jos Verstappen        | Arrows-Asiatech  | 70     | + 1 volta       | 16   | 1          |
| 7      | 18 | Eddie Irvine          | Jaguar-Cosworth  | 70     | + 1 volta       | 13   |            |
| 8      | 10 | Jacques Villeneuve    | BAR-Honda        | 70     | + 1 volta       | 12   |            |
| 9      | 16 | Nick Heidfeld         | Sauber-Petronas  | 69     | + 2 voltas      | 6    |            |
| 10     | 22 | Jean Alesi            | Prost-Acer       | 69     | + 2 voltas      | 20   |            |
| 11     | 23 | Luciano Burti         | Prost-Acer       | 69     | + 2 voltas      | 17   |            |
| Ret    | 8  | Jenson Button         | Benetton-Renault | 60     | Motor           | 21   |            |
| Ret    | 19 | Pedro de La Rosa      | Jaguar-Cosworth  | 48     | Transmissão     | 14   |            |
| Ret    | 6  | Juan Pablo Montoya    | Williams-BMW     | 41     | Pane hidráulica | 2    |            |
| Ret    | 21 | Fernando Alonso       | Minardi-European | 38     | Câmbio          | 18   |            |
| Ret    | 20 | Tarso Marques         | Minardi-European | 25     | Câmbio          | 22   |            |
| Ret    | 15 | Enrique Bernoldi      | Arrows-Asiatech  | 17     | Pane hidráulica | 15   |            |
| DSQ    | 12 | Jarno Trulli          | Jordan-Honda     | 14     | Desclassificado | 5    | [ nota 2 ] |
| Ret    | 5  | Ralf Schumacher       | Williams-BMW     | 10     | Freios          | 3    |            |
| Ret    | 7  | Giancarlo Fisichella  | Benetton-Renault | 3      | Motor           | 19   |            |
| Ret    | 3  | Mika Häkkinen         | McLaren-Mercedes | 1      | Transmissão     | 8    |            |
| Ret    | 11 | Heinz-Harald Frentzen | Jordan-Honda     | 0      | Câmbio          | 11   |            |
| Fonte: |    |                       |                  |        |                 |      |            |

## Tabela do campeonato após a corrida
| Pos.   | Piloto             | Pontos |
| ------ | ------------------ | ------ |
| 1      | Michael Schumacher | 42     |
| 2      | David Coulthard    | 38     |
| 3      | Rubens Barrichello | 18     |
| 4      | Ralf Schumacher    | 12     |
| 5      | Nick Heidfeld      | 8      |
| Fonte: |                    |        |

| Pos.   | Construtor       | Pontos |
| ------ | ---------------- | ------ |
| 1      | Ferrari          | 60     |
| 2      | McLaren-Mercedes | 42     |
| 3      | Williams-BMW     | 18     |
| 4      | Jordan-Honda     | 13     |
| 5      | Sauber-Petronas  | 12     |
| Fonte: |                  |        |

- Nota: Somente as primeiras cinco posições estão listadas.